# Shadrafa
Shadrafa ( šdrpʾ, šdrbʾ, σατραπας, cioè " satrapo ") è un dio cananeo (punico) della guarigione o della medicina con poche fonti.
Il suo culto è attestato in epoca romana (dal I al III secolo circa) a Amrit e Palmira nel Levante e a Cartagine e Leptis Magna in Africa. A volte è raffigurato come un giovane con un serpente o uno scorpione. In un bilingue punico-latino di Leptis Magna viene identificato con Liber - Dioniso . Vari suggerimenti accademici di Palmira šdrpʾ come Eracle, Asclepio, Eshmun, Adone, Nergol, Melqart e Resheph . Sembra probabile che Shadrafa derivi dal sincretismo ellenistico-cananeo e possa rappresentare un'interpretazione punica di una divinità ellenistica.